# Collège des Bons-Enfants
Pour les articles homonymes, voir Collège des Bons-Enfants (homonymie).
Le collège des Bons-Enfants était un collège de l'ancienne université de Paris. 

## Historique
Il fut fondé en 1208 par Étienne Belot et sa femme Ada près de la collégiale Saint-Honoré, pour servir à treize pauvres étudiants de Paris. C'est le second ou troisième collège établi à Paris et le premier qu'on y a fondé pour des nationaux.
Il fut d'abord nommé Hôpital des pauvres écoliers. Il méritait ce titre; car les écoliers étaient obligés, comme la plupart des religieux de Paris, de demander l'aumône. Dans la pièce intitulée les Crieries de Paris, on voit que chaque jour ils quêtaient du pain dans les rues de cette ville :

« Les bons enfans orrez crier, 

Du pain, nes veuil pas oublier. »

Les libéralités de quelques personnes bienfaisantes, notamment celles du célèbre Jacques Cœur (1400-1456), l'argentier de Charles VII, procurèrent à ce collège un revenu suffisant ; et les écoliers ne furent plus réduits à implorer la charité des habitants de Paris.
En 1605 ses biens furent transmis au chapitre de la collégiale Saint-Honoré et un séminaire y fut établi, il ne resta alors du collège des Bons-Enfants que le nom, porté par la rue où il était située.
La rue des Bons-Enfants dans le premier arrondissement de Paris perpétue toujours le souvenir du collège des Bons-Enfants. Plus anciennement cette voie a aussi porté les noms de ruelle par où l'on va au collège des Bons Enfants et rue des Ecoliers (ou Escholiers) Saint-Honoré.
Ce collège des Bons-Enfants est à distinguer du collège des Bons-Enfants-Saint-Victor, un autre collège de l’ancienne université de Paris, fondé en 1257.